# Donacia magnifica
Donacia magnifica är en skalbaggsart som beskrevs av J. L. Leconte 1851. Donacia magnifica ingår i släktet Donacia och familjen bladbaggar. Inga underarter finns listade i Catalogue of Life.